# Giove eccentrico

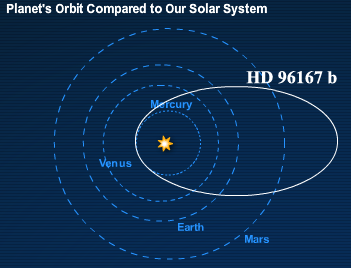
Il Giove eccentrico HD 96167 b ha un'orbita simile ad una cometa.

Un Giove eccentrico è un pianeta gioviano che orbita attorno alla sua stella in un'orbita molto eccentrica, in modo simile ad una cometa.

## Implicazioni su un sistema planetario
La presenza di un Giove eccentrico in un sistema planetario, al pari dei pianeti gioviani caldi, può essere un indicatore della mancanza di pianeti rocciosi nelle regioni interne del sistema. La grande massa del pianeta gioviano, combinata col fatto che l'orbita eccentrica lo porta a transitare per vaste regioni, incluse quelle più interne, del sistema planetario, può determinare alla lunga l'espulsione dei pianeti terrestri che pur si fossero inizialmente formati nel sistema.
Tuttavia, qualora le presenza del Giove eccentrico non avesse impedito la permanenza di pianeti terrestri nelle regioni interne del sistema, potrebbe comunque ostacolarne l'abitabilità. Il rapido svuotamento della fascia degli asteroidi più interna, determinato dal gigante gassoso, diminuirebbe il quantitativo d'acqua presente nelle regioni interne del sistema planetario e, quindi, quella che potrebbe accumularsi sui pianeti terrestri.
Un risultato sorprendente è dato dall'evidenza che degli oltre 200 pianeti extrasolari scoperti al 2006, 15 hanno un'orbita altamente eccentrica (e > 0,6). Un tipico esopianeta con un periodo orbitale maggiore di 5 giorni ha invece un'eccentricità media di 0,23.

## Giove eccentrici nella zona abitabile
Potenziali pianeti entro la zona abitabile vicino a Giove eccentrici:
| Pianeta     | SMA  | ecc  | MJ   | Note                                           |
| ----------- | ---- | ---- | ---- | ---------------------------------------------- |
| HD 20782 b  | 1.36 | 0.97 | 1.9  |                                                |
| HD 3651 b   | 0.29 | 0.61 | 0.22 | Potrebbe permettere pianeti a 0,6 UA od oltre. |
| HD 37605 b  | 0.26 | 0.73 | 2.84 | Potrebbe permettere pianeti a 0,8 UA od oltre. |
| HD 45350 b  | 1.92 | 0.77 | 1.79 | Orbita stabile solo a meno di 0,2 UA.          |
| HD 80606 b  | 0.45 | 0.93 | 4.0  | Solo oltre 1,75 UA.                            |
| HD 89744 b  | 0.93 | 0.67 | 8.58 | Nessun pianeta nella zona abitabile.           |
| 16 Cygni Bb | 1.68 | 0.68 | 1.68 | Nessun pianeta nella zona abitabile.           |